# Scartichthys viridis
Scartichthys viridis es una especie de pez de la familia Blenniidae en el orden de los Perciformes.

## Morfología
Los machos pueden llegar alcanzar los 19,7 cm de longitud total.Perfil anterior de la cabeza no redondeado, sino más recto; no presenta manchas o marcas en el cuerpo, el dorso marrón oscuro y centralmente más pálido, la sección anterior de la aleta dorsal es uniformemente oscura, los extremos posteriores blancos; aleta anal es marrón oscura con una mancha entre cada radio. No posee escamas. Dientes del premaxilar y dentario móviles; aleta dorsal con 11 espinas y 17 radios; aleta anal con 2 espinas y 19 radios. Cirros supraorbital palmeado, que se ubica en el borde posterior superior del ojo. Presenta además tentáculos o cirro nasal y nucal de color café; sobre el dorso y bajo la línea lateral hay muchos puntos rojos (Medina et al., 2004). Para los juveniles la coloración típica es verde oscuro con el vientre más claro (Williams, 1990).

## Reproducción
Es ovíparo.

## Alimentación
En la naturaleza se alimentan de macroalgas, anfípodos, gastrópodos y poliquetos (Medina et al., 2004). En cautiverio se acostumbran muy rápido a los alimentos comerciales de tipo hojuela y a las pastillas de fondo. Es importante complementar la dieta con alimento fresco marino, como pequeños trozos de carne de mariscos y alimento vivo como artemia salina y dafnia (Méndez-Abarca, 2015)

## Hábitat
Es un pez de mar y de clima tropical que vive entre 0-10 m de profundidad.

## Distribución geográfica
Desde Guayaquil, Ecuador hasta Valdivia, Chile (Chirichigno, 1974)